# Умбрины
Умбри́ны (лат. Umbrina) — род костистых рыб из семейства горбылёвых (Sciaenidae).
Рыло короткое, верхняя челюсть у многих видов выдаётся вперёд. На подбородке один короткий толстый усик. Один спинной плавник разделён глубокой выемкой на колючую и мягкую части. В анальном плавнике одна или две колючки. Водятся в Средиземном море, Атлантическом и Индийском океане. 

## Виды
Род содержит 17 видов:
- Umbrina analis
- Полосатая умбрина (Umbrina broussonnetii)
- Umbrina bussingi
- Канарская умбрина (Umbrina canariensis)
- Умбрина-парго (Umbrina canosai), или аргентинская умбрина
- Светлая умбрина (Umbrina cirrosa)
- Umbrina coroides
- Umbrina dorsalis
- Umbrina galapagorum
- Umbrina imberbis
- Umbrina milliae
- Umbrina reedi
- Umbrina roncador
- Бурая умбрина (Umbrina ronchus), или марокканская умбрина
- Umbrina steindachneri
- Umbrina wintersteeni
- Жёлтая умбрина (Umbrina xanti)